# Нуждина, Александра Васильевна
Александра Васильевна Нуждина (10 июня 1925 — 23 марта 2003) — передовик советского машиностроения, шлифовщица 3-го Государственного подшипникового завода Министерства автомобильной промышленности СССР, город Саратов, Герой Социалистического Труда (1966).

## Биография
Родилась 10 июня 1925 года в городе Рязани, в русской семье. 
Обучалась в городской школе. В самом начале войны была эвакуирована в город Саратов. В 1942 году трудоустроилась на Саратовский подшипниковый завод №3. В годы Великой Отечественной войны предприятие было единственным в стране, которое занималось выпуском подшипников для военной техники. Неоднократно завод подвергался бомбардировкам. Александра Васильевна в кратчайшие сроки освоила профессию шлифовщицы. Была передовиком производства. В период седьмой семилетки она добилась высоких производственных результатов.  
Указом Президиума Верховного Совета СССР от 22 августа 1966 года за особые заслуги и высокие производственные достижения в машиностроение Александре Васильевне Нуждиной было присвоено звание Героя Социалистического Труда с вручением ордена Ленина и медали «Серп и Молот».
Являлась депутатом Верховного Совета СССР 8-го созыва, а также в 1968 году была делегатом XIV съезда профсоюзов СССР.   
Проживала в Саратове. Умерла 23 марта 2003 года. 

## Награды
За трудовые успехи была удостоена:
- золотая звезда «Серп и Молот» (22.08.1966)
- орден Ленина (22.08.1966)
- другие медали.